# 杜什科·托希奇
杜什科·托希奇（1985年1月19日—）是一位塞爾維亞的足球運動員。

## 生平
出生於茲雷尼亞寧，托希奇曾經效力於OFK貝爾格萊德和索肖，在2007/08年賽季，他轉會到雲達不萊梅，並簽了一份到2011年的合同。但一直無法取得正選席位，雖然主力左閘伯尼施在2009/10年上半季受傷休戰，球隊於冬季轉會窗引進阿卜德努尔，托希奇請纓無路，更被租借到杜伊斯堡。托希奇拒絕報到，希望到英格蘭發展，但未及找到球隊落班，因而與雲達不萊梅提前解約。
2010年2月12日以自由身加盟英超球會樸茨茅夫，樸茨茅夫因財困進行債務重組，英超當局凍結其註冊，最終獲安排外借到英冠球會昆士柏流浪直到球季結束。